# Petalomonas excavata
Petalomonas excavata is een soort in de taxonomische indeling van de Euglenozoa. Deze micro-organismen zijn eencellig en meestal rond de 15-40 mm groot. Het organisme komt uit het geslacht Petalomonas en behoort tot de familie Astasiaceae. Petalomonas excavata werd in 1939 ontdekt door Skuja.